# GeothermieZentrum Bochum
Das GeothermieZentrum Bochum e.V. (GZB) ist eine Verbundforschungseinrichtung in Nordrhein-Westfalen, die von der Wissenschaft und der Wirtschaft in Form einer Public Private Partnership (PPP) gemeinsam getragen wird. Das Zentrum in Bochum versteht sich als wirtschaftsnahe Forschungs- und Entwicklungs-Einrichtung für den Erdwärmebergbau. Die Einrichtung wurde im September 2003 unter dem ursprünglichen Namen „Zentrum für Geothermie und Zukunftsenergien“ gegründet und im März 2004 offiziell eröffnet.
Der Forschungsverbund ist eine Initiative von öffentlicher Verwaltung, Wissenschaft und Wirtschaft in Nordrhein-Westfalen. Der Verbund verfolgt das Ziel einer geothermischen Energieversorgung in Abhängigkeit vom variierenden Wärme- und Kältebedarf großer Plangebiete. Dabei sollen auch die komplexen planungstechnischen und verwaltungsrechtlichen Zusammenhänge von geothermischen Großprojekten erkundet, vereinfacht und anhand von Handlungsleitfäden dokumentiert werden.
Seit Anfang 2020 ist das Geothermiezentrum Bochum Teil des neu gegründeten Fraunhofer-Einrichtung für Energieinfrastrukturen und Geothermie (IEG).

## Partnerstruktur
Die Träger sind der „GZB-Trägerverein e.V.“ für die öffentlich-rechtlichen Partner (hier Hochschulen und Gebietskörperschaften) und die „GZB-Wirtschaftsvereinigung e.V.“ für die privatrechtlichen Partner (hier Unternehmen der Energiewirtschaft).
Dem im Jahr 2005 gegründeten GZB-Trägerverein gehören die RWTH Aachen, die Hochschule Bochum, die Fachhochschule Gelsenkirchen, die Bezirksregierung Arnsberg als Obere Landesbehörde für Bergbau und Energie, die Stadt Bochum, die EnergieAgentur.NRW (ein Dienstleister des Landes Nordrhein-Westfalen) und die IHK Mittleres Ruhrgebiet an. Der 15-köpfige Verwaltungsrat des Trägervereins ist mit politik-, energie-, forschungs- und wirtschaftsstrategischen Entscheidungsträgern besetzt.
Zur 2006 gegründeten GZB-Wirtschaftsvereinigung gehören teils namhafte Unternehmen aus den Bereichen Energie-, Bau- und Bohrwirtschaft, Anlagenbau, Stadt- und Projektentwicklung. Die Aufgaben der Wirtschaftsvereinigung liegen auch in der Sicherstellung der Finanzierung des GeothermieZentrums.
Im wissenschaftlichen Bereich besteht eine Arbeitsteilung zwischen der Hochschule Bochum und der Fachhochschule Gelsenkirchen für das Fachgebiet „Energiesystemtechnik“ sowie der RWTH Aachen für das Fachgebiet „Angewandte Geowissenschaften“.
Aufgrund der Organisationsform Public Private Partnership wurde eine strategische Plattform mit breiter Kompetenz im Energiebereich geschaffen: von der Energieforschung, technischen Entwicklung, Demonstration und Markteinführung über die Energieberatung bis hin zur beruflichen Weiterbildung.
Die Geschäftsstelle ist räumlich bei der Hochschule Bochum angesiedelt, der Leiter des Zentrums ist Rolf Bracke.

## Aufgaben
Es bestehen folgende Ziele:
- Technologie-, Wissens- und Informationstransfer zwischen Hochschulen, Wirtschaft und Öffentlichkeit auf dem Sektor der Geothermie;
- Durchführung und Vernetzung von anwendungsorientierter Geo-Forschung zwischen den Hochschulen und der Wirtschaft;
- Aus- und Weiterbildung für Ingenieure, Geowissenschaftler, Bergleute, Architekten und Handwerker auf dem Sektor des Wärmebergbaus und seiner Integration in Gebäude- und Versorgungsinfrastrukturen;
- Umschulung von Mitarbeitern der Montanindustrie in einer bergbaunahen Zukunftstechnologie („vom Steinkohle- zum Wärmebergbau“);
- Aufbau eines wissenschaftlichen Netzwerkes mit Partnerhochschulen und Forschungseinrichtungen im nationalen und internationalen Raum.

Die Integration geothermischer Infrastrukturen in städtebauliche Konzepte bildet den Schwerpunkt der nationalen Projekte des GZB.
Durch intensive Bemühungen in den ersten Jahren seiner Arbeit ist es dem GZB gelungen, ein internationales Netzwerk der Kooperation im Sektor Geothermie aufzubauen.

## Lehre
Mit dem Master-Studiengang „Geothermal Energy Systems“ bietet die Hochschule Bochum mit der Unterstützung des GZB und den kooperierenden Hochschulen als eine der ersten Hochschulen in Deutschland eine fundierte wissenschaftliche und interdisziplinäre Ausbildung in der Geothermie an.